# Internationalisme médical cubain

Intervention chirurgicale par un médecin cubain dans un campement du PAIGC. Sara, Guinée-Bissau, 1974.

L'internationalisme médical cubain ou coopération médicale internationale de Cuba est la politique cubaine initiée après la révolution cubaine de 1959 consistant d'une part à envoyer du personnel médical à l'étranger et d'autre part à accueillir des étudiants en médecine et des patients à Cuba. En 2016, 50 000 médecins cubains sont présents dans 62 pays, couplant ces services à des campagnes d'alphabétisation. Ces services payants rapportent à Cuba 11 milliards de dollars par an en moyenne entre 2011 et 2015, troisième poste de revenus de l’île avec les envois d’argent par la diaspora et les revenus du tourisme.

## Situation antérieure à 1959

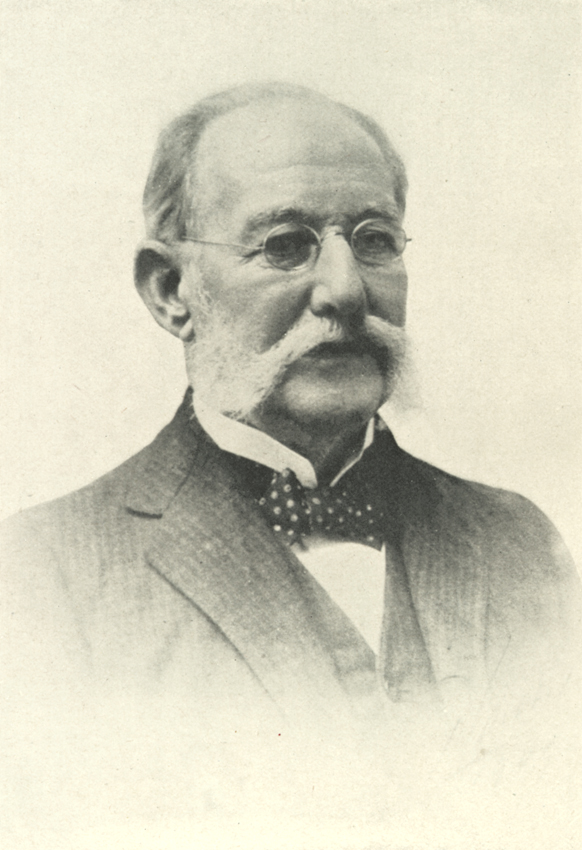
Carlos Finlay (1833-1915).

Selon l’historien Adrián López Denis, en 1827, Cuba compte 715 médecins par million d’habitants, un nombre supérieur à celui de la majorité des pays européens en 1890. Le médecin cubain Carlos Finlay, formé en France et aux États-Unis, est le premier scientifique qui détermine que le vecteur de la fièvre jaune est un moustique. En 1909, Cuba est le premier pays à instituer  un secrétariat d’État à la Santé et à l’Assistance dirigé alors par Matias Duque. La constitution démocratique cubaine de 1940 décrète que l’accès aux soins médicaux est un droit fondamental pour les Cubains.

## Après la prise de pouvoir de Fidel Castro
L'origine du développement de ce système médical est dû à la carence de médecins et de spécialistes qui préférèrent émigrer après la prise de pouvoir du régime castriste en 1959, qui instaure progressivement un régime communiste, plutôt que de voir leur niveau de vie baisser. La moitié des 6 912 médecins quittent ainsi l'île. Les deux tiers des hôpitaux se concentraient alors dans la capitale tandis que la moitié de la population vivait à la campagne. Le gouvernement de Fidel Castro recrute des jeunes campagnards connaissant bien la vie tropicale et met en place un système de formation rapide.
La neurochirurgienne cubaine Hilda Molina est présente en Algérie au début des années 1980. Elle indique avoir été trompée, elle ne savait pas que son « gouvernement recevait des devises étrangères en échange du travail des médecins dans des conditions précaires ». Elle estime par ailleurs que le personnel médical devrait être volontaire et regrette son utilisation à des fins de propagande.
La médecine cubaine est reconnue par l'Organisation mondiale de la santé (OMS) pour l'accomplissement historique de la prise en charge du VIH (Sida) et de la syphilis qui inclut la délivrance gratuite des médicaments dans les pharmacies. L'OMS a notamment félicité Cuba en 2015, pour avoir été le premier pays, et avec le plus faible taux (2 %), à éliminer la transmission du VIH et de la syphilis congénitale, de la mère à l'enfant. L'enquête a été menée par le comité régional d’experts indépendants réunis par l’organisation panaméricaine de la santé (OPS) et validé par un examen par un comité mondial de validation.
Cependant, la journaliste et opposante Yoani Sánchez indique que le système de santé cubain est un ballon de baudruche prêt à éclater à la lumière de la réalité. Ce dispositif de santé date des années 1970-1980, quand l'Union soviétique utilisait Cuba comme vitrine de la réussite communiste. Après la disparition du grand frère communiste le système s'est écroulé. Il reste des grandes infrastructures mais elles sont dépourvues de moyens financiers suffisant pour fonctionner correctement. Par exemple si un hôpital peut offrir à ses patients un appareil de tomodensitométrie, ces derniers doivent apporter les médicaments, les produits pour nettoyer les toilettes et leur nourriture .

## Missions à l'étranger

### Soutiens militaire et médical

Consultation par un médecin cubain. Sara, Guinée-Bissau, 1974.

Ce programme débute en 1963, il s'agit alors de l'un des axes de la politique étrangère de Cuba en faveur des luttes anticolonialistes. En 1963, Cuba envoie un contingent de militaire pour soutenir l’Algérie face au Maroc pendant la guerre des Sables, une brigade médicale fait partie de l'expédition,
.
Entre 1966 et 1974, les docteurs cubains travaillent côte à côte avec le contingent de soldats envoyé appuyer les forces indépendantistes de Guinée-Bissau dans leur combat contre la puissance coloniale portugaise. L'opération de plus grande envergure initiée à cette époque par Cuba s'effectue en Angola, après deux ans de présence en 1977, les seize provinces du pays à l'exception d'une seule comptent du personnel cubain. À partir de 1979, date à laquelle les sandinistes prennent le pouvoir, les efforts de Cuba se tournent vers ce pays avec lequel ils développent une relation solide.

### Catastrophe de Tchernobyl
Plus de 19 000 Ukrainiens ont été transportés à Cuba pour y recevoir des soins à la suite de la catastrophe nucléaire de Tchernobyl en 1986.

### Séisme de 2005 au Cachemire
Le Pakistan subit en octobre 2005, dans la région du Cachemire, un séisme dévastateur, provoquant plusieurs dizaines de milliers de morts. Le 15 octobre, un premier contingent de 200 médecins cubains arrive avec plusieurs tonnes d’équipement. Quelques jours plus tard, La Havane envoie le matériel nécessaire pour monter et équiper 30 hôpitaux de campagne, dans des zones de montagne qui, bien souvent, n’ont jamais reçu la visite d’un médecin. Pour ne pas heurter la tradition dans ce pays musulman, les Cubaines – 44 % des presque 3 000 médecins intervenus au Pakistan jusqu’en mai 2006 – dissimulent leurs cheveux sous un foulard. Fin avril 2006, lors de son départ, l’équipe médicale cubaine a soigné un million et demi de personnes et a effectué 13 000 interventions chirurgicales. Seuls quelques patients atteints de traumatismes très complexes ont dû être transportés à La Havane. Le président pakistanais, pourtant proche allié des États-Unis, reconnait que l'aide cubaine a été la plus importante de toutes celles reçues.

### Éradication de l'Ébola en Afrique de l'Ouest
Resté sous silence médiatique, la qualité de son système d’intervention médical est reconnue, notamment depuis la lutte contre le  virus Ebola, à l’appel de l’Organisation mondiale de la santé (OMS). Cuba a en effet été le plus grand bailleur de fonds et le plus grand fournisseur de personnel médical qualifié lors de cette crise avec l'envoi de 165 médecins et infirmiers en Afrique de l’Ouest. Cela fut reconnu en octobre 2014 par le secrétaire d’État américain John Kerry qui célèbre dans un communiqué officiel ce personnel de santé. Cela fût également salué par le journal The New York Times, généralement acerbe envers la Havane, dans son article intitulé « Cuba’s Impressive Role on Ebola » (Le rôle impressionnant de Cuba sur l'Ébola),.
Ses médecins ont aussi combattu le choléra à Haïti, après le tremblement de terre.

### Interventions contre la Pandémie de maladie à coronavirus
De nombreux pays, en difficulté lors de la pandémie de Covid-19, font appel à l’aide de Cuba. Au total, 1870 médecins cubains ont été envoyés dans 26 pays du monde pour lutter contre la pandémie.
Des médecins cubains sont intervenus en Chine, épicentre de l’épidémie et au Venezuela. Miguel Díaz-Canel a aussi accepté une demande de Rosario Murillo pour venir en aide au Nicaragua. Dans ce contexte de lutte contre la covid-19, Cuba met en avant la brigade médicale Henry Reeve en la proposant pour le prix Nobel de la paix 2021.

#### Navires de croisière
Le 18 mars, les autorités cubaines acceptent d’accueillir dans un port les passagers du navire de croisière MS Braemar, de la compagnie britannique Fred Olsen Cruise Lines. Plusieurs pays ayant refusé de recevoir le bateau qui a cinq cas de contamination au virus à son bord. Une évacuation vers le Royaume-Uni par quatre avions charters est immédiatement organisée.
Fin mars 2020, l’accostage à Cuba du bateau de croisière Costa Magica qui a à son bord plusieurs dizaines de malades du coronavirus, est refusé; celui-ci doit alors faire route vers les États-Unis,.

#### Italie
En mars 2020, l'Italie, dont le système de santé est saturé, demande de l'aide à Cuba. Le ministère cubain des Affaires étrangères a répondu positivement et annoncé qu'il enverra « du personnel spécialisé dans le traitement des maladies contagieuses ». Le 21 mars, un premier groupe de 65 médecins et infirmiers cubains arrive à Milan.

#### Andorre
Andorre demande également l'aide des médecins cubains. 39 médecins et infirmiers cubains y sont envoyés.

#### France
Une vingtaine de députés français de tous bords s'adressent au premier ministre Édouard Philippe dans une lettre commune. Les signataires réclament « l'aide médicale » cubaine pour faire face à la crise du coronavirus en France, des médecins cubains ont d’ailleurs été envoyés dans 38 pays, dont l'Italie et Andorre en Europe,.
À la suite de l’adoption par décret, d’un amendement déposé par les sénateurs Dominique Théophile et Catherine Conconne, le déploiement de missions médicales cubaines dans l’outremer français est autorisé. En Martinique 15 médecins cubains, spécialistes de pneumologie, d'infectiologie, de radiologie ou encore de médecine d’urgence sont envoyés pour une mission de trois mois (y compris une semaine de confinement à leur arrivée). Les autorités cubaines ont reçu officiellement 300 000 euros pour les 3 mois de présence sur l’île de 15 médecins cubains. La sénatrice martiniquaise Catherine Conconne déplore que cette intervention :« était du tourisme médical qui a coûté très cher pour une opération qui n’a pas servi à grand-chose »; en effet, ignorants de la langue française, de la pharmacopée française et n'ayant pas le droit de plein exercice, ils sont restés des stagiaires toujours supervisés par des médecins français,,.

### Étendue de la représentation internationale

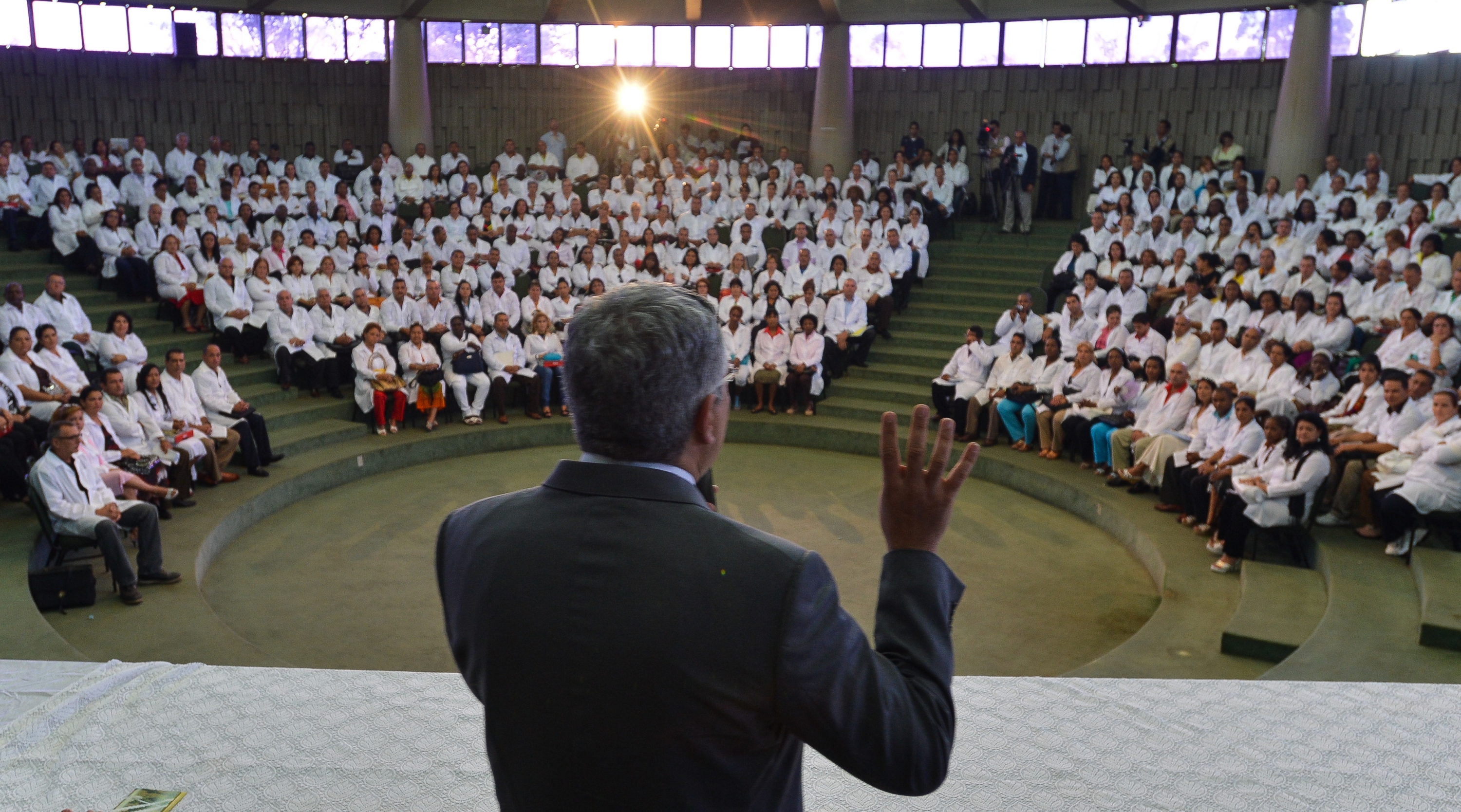
En 2013, le ministre de la santé brésilien Alexandre Padilha, inaugure des cours de portugais, permettant aux médecins cubains de venir en aide aux populations brésiliennes

En 2007, il a été calculé dans le cadre d'une étude sur l'internationalisme cubain que « Depuis le début des années 1960, 28 422 personnes travaillant dans le secteur de la médecine ont travaillé dans 37 pays d'Amérique latine, 31 181 dans 33 pays africains et 7 986 dans 24 pays asiatiques. Pendant quatre décennies, Cuba a envoyé 67 000 professionnels de la médecine dans le cadre de programmes de coopération, généralement pour une période d'au moins deux ans dans 94 pays… une moyenne de 3 350 professionnels travaillant à l'étranger chaque année entre 1960 et 2000. »
En 2016, les médecins cubains sont présents dans 62 pays : 24 pays d’Amérique latine et des Caraïbes, 27 d’Afrique subsaharienne, 7 d’Asie orientale et du Pacifique, deux du Moyen-Orient et d’Afrique de l’Est, ainsi qu’en Russie et au Portugal. La présence de médecins cubains à l'étranger est aujourd'hui supérieure à toutes celles des pays du G-8.
En 2016 toujours, 80 % des médecins sont envoyés dans des pays d'Amérique latine et non plus en Afrique, principalement les plus démunis, où l'aide médicale s’accompagne de campagnes d’alphabétisation.
La chercheuse américaine Julie Feinsilver relève qu'en 2010, les médecins cubains ont prescrit un traitement à plus de 85 millions de patients, réalisé plus de 2,2 millions opérations, et multivacciné plus de 9,2 millions de personnes.

## Tourisme médical à Cuba
En 1987, Hilda Molina fonde le centre de neurochirurgie à La Havane. En 1991, son centre devient le plus important de Cuba. La même année, Hilda Molina indique recevoir les directives du ministre de la Santé de l'époque, Julio Teja Perez , pour accueillir et soigner les étrangers payant en dollars américains. Pour Hilda Molina :« L'une des plus grandes trahisons du peuple est la discrimination alors naissante des patients cubains par rapport aux étrangers, puisque les meilleurs centres de santé étaient destinés aux patients d'autres nationalités ». Auparavant, le centre ne traitait que des patients cubains,.

## Aspects financiers
Selon José Luis Rodriguez Garcia, ancien ministre de l’économie, ce service permet à Cuba de percevoir plus de 11 milliards de dollars en moyenne par an entre 2011 et 2015. Le régime cubain facture cette activité dans 35 des 62 pays bénéficiaires. Il s’agit de la première source de ressources de l’île loin devant le revenu du tourisme qui a rapporté 2,8 milliards de dollars en 2016.
Les autorités cubaines reçoivent directement les salaires des personnels envoyés à l’étranger. Elles prélèvent alors entre 75 et 89 % du montant de ce salaire, afin de financer l’éducation et la santé, gratuits sur l’île. Selon Yoani Sánchez, une opposante cubaine, le personnel médical ne reçoit pas directement l’intégralité du montant qui leur est attribué. L’essentiel de celui-ci est versé sur un compte à Cuba. Ainsi en cas de désertion, ils perdent cet argent. Par ailleurs un médecin à Cuba gagne environ 50 dollars par mois et vit dans la précarité, cette situation incite nombre d’entre eux à partir en mission .

## Accusations d’esclavagisme
Pour financer son système de santé qui manque de matériel comme de médicaments, Cuba exporte ainsi ses médecins. L'État cubain confisque 75 à 80 % des salaires de ses médecins travaillant à l’étranger. Une organisation qui rapporte 6,398 milliards de dollars en 2018. La dictature confisque leurs passeports et utilise leur famille comme moyen de pression.
En 2019, alors que près de 50 000 médecins cubains travaillent à l’étranger, les ONG les Défenseurs des prisonniers cubains (Cuban Prisoners Defenders, CPD), basé à Madrid et l’Union patriotique de Cuba (UNPACU, groupe majeur d'opposition cubain pour le département d'État des États-Unis), déposent plainte contre l’état cubain pour esclavagisme à leur égard.
Les États-Unis, sous le gouvernement de Donald Trump, classent Cuba sur leur liste de pays qui ne s’opposent pas aux trafics d'êtres humains.
Selon l’uruguayen Luis Almagro, secrétaire général de l’Organisation des États américains, situé à Washington : « Des dizaines de milliers de personnes sont ainsi obligées de vivre dans un autre pays sans avoir accès à leurs passeports, et alors que des agents du renseignement les contrôlent et que la majorité de leurs revenus est confisquée par le gouvernement cubain ».
Le président brésilien Jair Bolsonaro dénonce également les conditions de travail des médecins cubains, les considérant comme proches de l'esclavage.
En cas de non-respect des règles imposées, un médecin cubain risque trois ans de prison.
En janvier 2020, un rapport de l'ONU, concernant l'esclavage moderne, indique : « Les conditions de travail décrites pourraient être vues comme du travail forcé, selon les indicateurs établis par l'Organisation internationale du travail ».
Le docteur Michael Cabrera, sous-directeur de l’Unité centrale de coopération médicale, rejette cette accusation. D'après lui, un médecin travaillant à l’étranger obtient « des revenus supérieurs à ceux qu’il peut obtenir à Cuba », notant que les soignants signent un contrat et perçoivent 300 à 900 dollars par mois pour les besoins de base en plus de leur salaire. Pour Yoani Sanchez, opposante cubaine au régime, la qualité du système de soin médical est un « mythe international ». Elle qualifie de « semi-esclavage » ces missions médicales et évoque le « caractère éminemment idéologique » de celles-ci .

### Accusations de coercition politique
Seize médecins cubains au Venezuela, dans un entretien pour The New York Times, déclarent comment le gouvernement vénézuélien et cubain auraient mis en place un système de coercition: l'offre de services médicaux en échange de votes pendant les élections vénézuéliennes, en faveur du Parti socialiste unifié du Venezuela (PSUV). Avant les élections, les médecins font de porte-à-porte pour annoncer l'arrêt de soins à ceux qui ne voteraient pas. Ceux qui seraient alliés à l'opposition vénézuélienne n'auraient pas de services non plus,.

## Remise en cause des accords de coopération en matière médicale
Cette coopération médicale s'est réduite à partir du moment où les gouvernements proches du régime castriste disparaissaient .

### Brésil

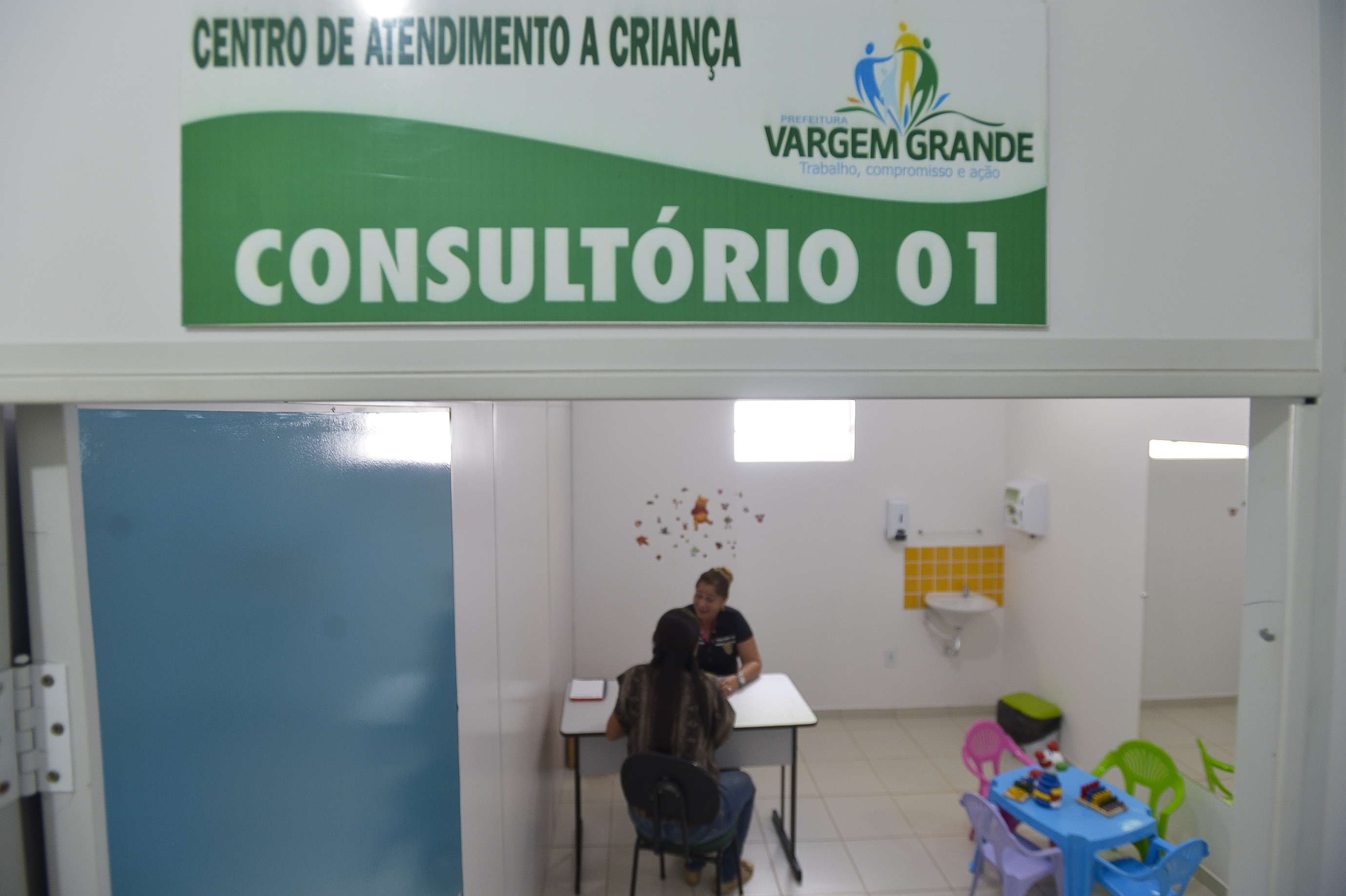
Centre de consultation médicale à Vargem Grande dans l'état du Maranhão, au Brésil en 2013.

En 2013, est signé le programme Mais Médicos (Plus de médecins) entre les autorités cubaines et brésiliennes. Après son élection en 2018, le nouveau président brésilien Jair Bolsonaro, demande notamment le passage de tests de compétences et le versement intégral du salaire directement aux médecins. Les autorités cubaines décident alors de retirer ses intervenants du Brésil ,. Parmi les 8 300 médecins cubains, 1 800 décident de ne pas rejoindre Cuba et de rester au Brésil .
Selon l'AFP, Le départ des médecins cubains est un coup dur pour de nombreuses régions rurales isolées, qui se retrouvent privées de médecins.
Depuis 2014, il y a des defections de médecins cubains au Brésil, jusqu'à 2018 au moins 150 cubains font les démarches légales pour exercer sa carrière hors le programme cubain.

### Bolivie
Après le changement de gouvernance en Bolivie en novembre 2019, les médecins cubains sont accusés d'organiser des « manifestations violentes en faveur du retour d'Evo Morales » . La nouvelle Présidente Jeanine Áñez, invite alors plus de 700 membres de la mission de coopération médicale cubaine à quitter le pays dans les plus brefs délais.

### Équateur
Lenin Moreno décide en novembre 2019 de mettre fin aux accords de coopération médicale mis en place par l’ex-président Rafael Correa. Cela concerne 382 intervenants cubains.